# Cratere Sabinus
Sabinus è un cratere sulla superficie di Dione.